# Brodek u Prostějova
Městys Brodek u Prostějova (něm. Prödlitz) se nachází v okrese Prostějov v Olomouckém kraji. Žije zde přibližně 1 500 obyvatel. Součástí městyse je i vesnice Sněhotice. První zmínky o Brodku pochází z roku 1334.

## Historie
První písemná zmínka o obci pochází z roku 1334. Od 10. října 2006 byl obci vrácen status městyse.

## Obyvatelstvo

### Struktura
Vývoj počtu obyvatel za celou obec i za jeho jednotlivé části uvádí tabulka níže, ve které se zobrazuje i příslušnost jednotlivých částí k obci či následné odtržení.
| Místní části   | Místní části             | 1869 | 1880 | 1890 | 1900 | 1910 | 1921 | 1930 | 1950 | 1961 | 1970 | 1980 | 1991 | 2001 | 2011 | 2021 |
| -------------- | ------------------------ | ---- | ---- | ---- | ---- | ---- | ---- | ---- | ---- | ---- | ---- | ---- | ---- | ---- | ---- | ---- |
| Počet obyvatel | část Brodek u Prostějova | 1002 | 1208 | 1170 | 1173 | 1318 | 1301 | 1460 | 1356 | 1354 | 1235 | 1247 | 1270 | 1395 | 1450 | 1509 |
| Počet domů     | část Brodek u Prostějova | 165  | 202  | 216  | 229  | 242  | 260  | 304  | 331  | 331  | 337  | 354  | 391  | 398  | 443  | 472  |

## Pamětihodnosti
- Zámek Brodek
- Hospodářské budovy v předzámčí s bránou
- Sochy dvou žen v zámeckém parku
- 4 vázy v blízkém okolí zámku a parku
- Kašna v předzámčí
- Zahradní pavilon v zámecké zahradě
- Zámecký park
- Farní kostel Povýšení svatého Kříže
- Kříž u kostela
- Dům č. 64 statek se žudrem uprostřed návsi

## Osobnosti
- Otakar Dadák (1918–1992), divadelní a filmový herec
- Mořic Hruban (1862–1945), spoluzakladatel a vůdce Katolické národní strany na Moravě
- Karel Lichteneckr, ředitel brodeckého panství
- Gustav Kálnoky (1832–1898), dlouholetý ministr zahraničí Rakousko-Uherska
- Hugo Kálnoky (1844–1928), majitel brodeckého panství

## Fotogalerie

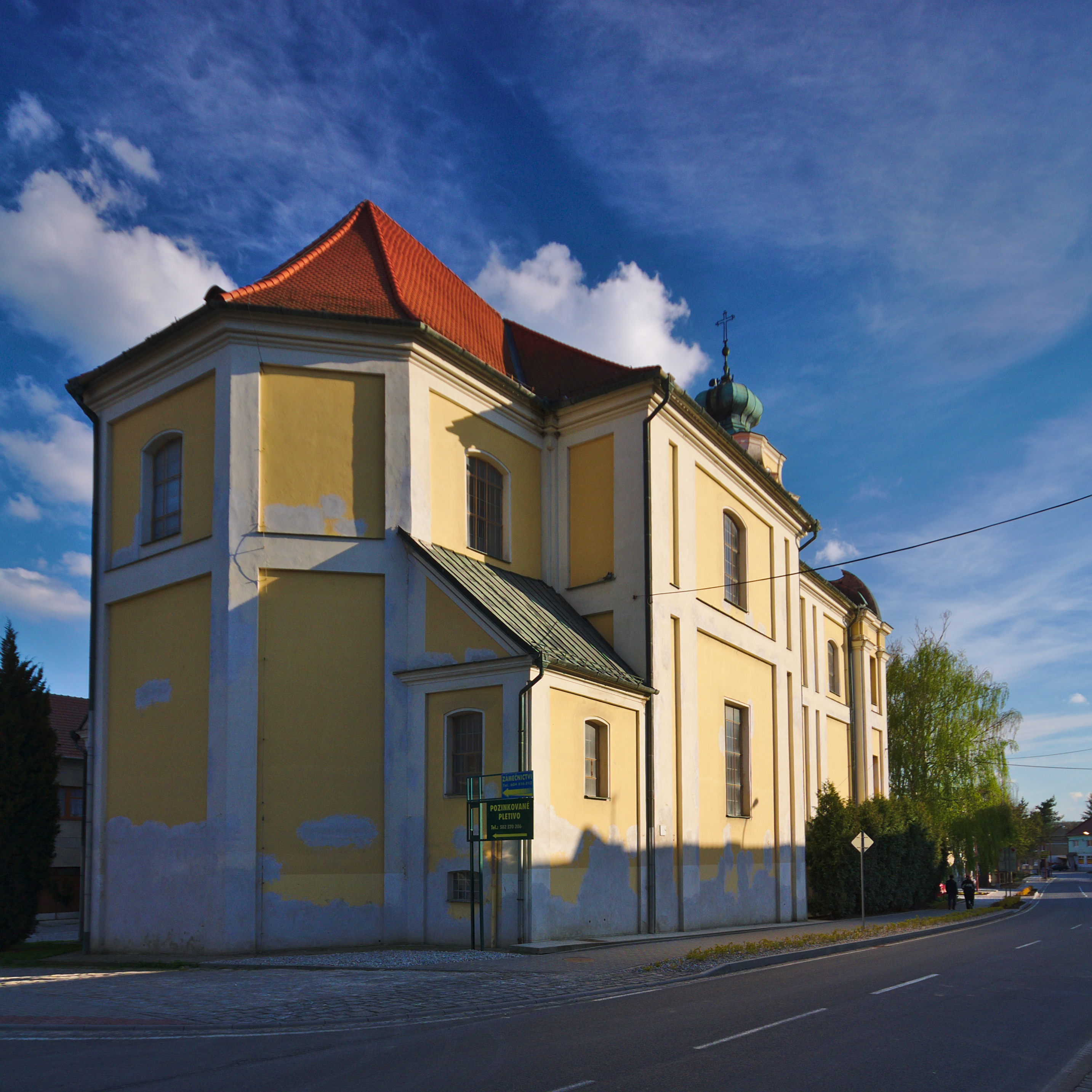
Kostel Povýšení svatého Kříže
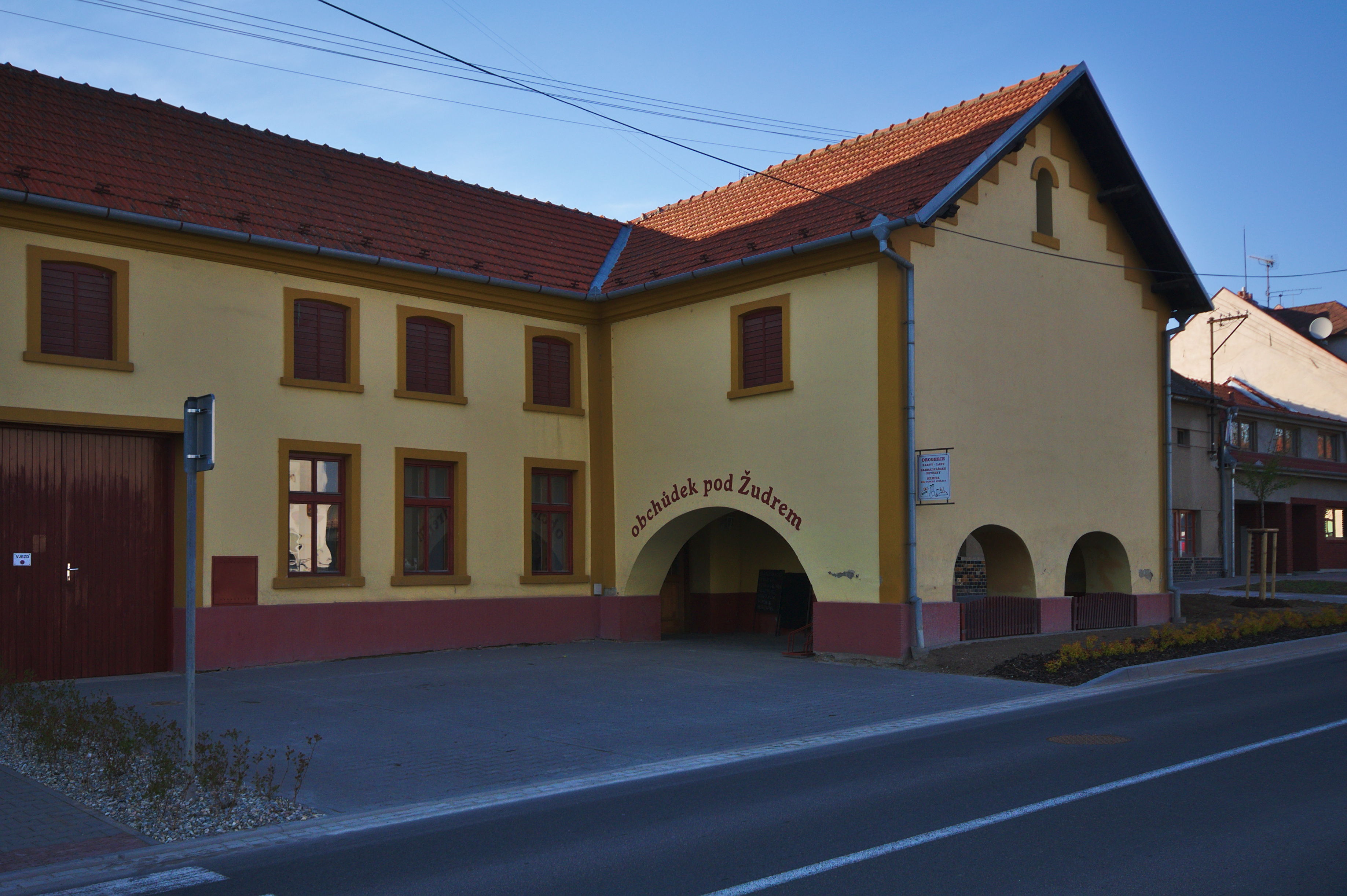
Dům s žudrem
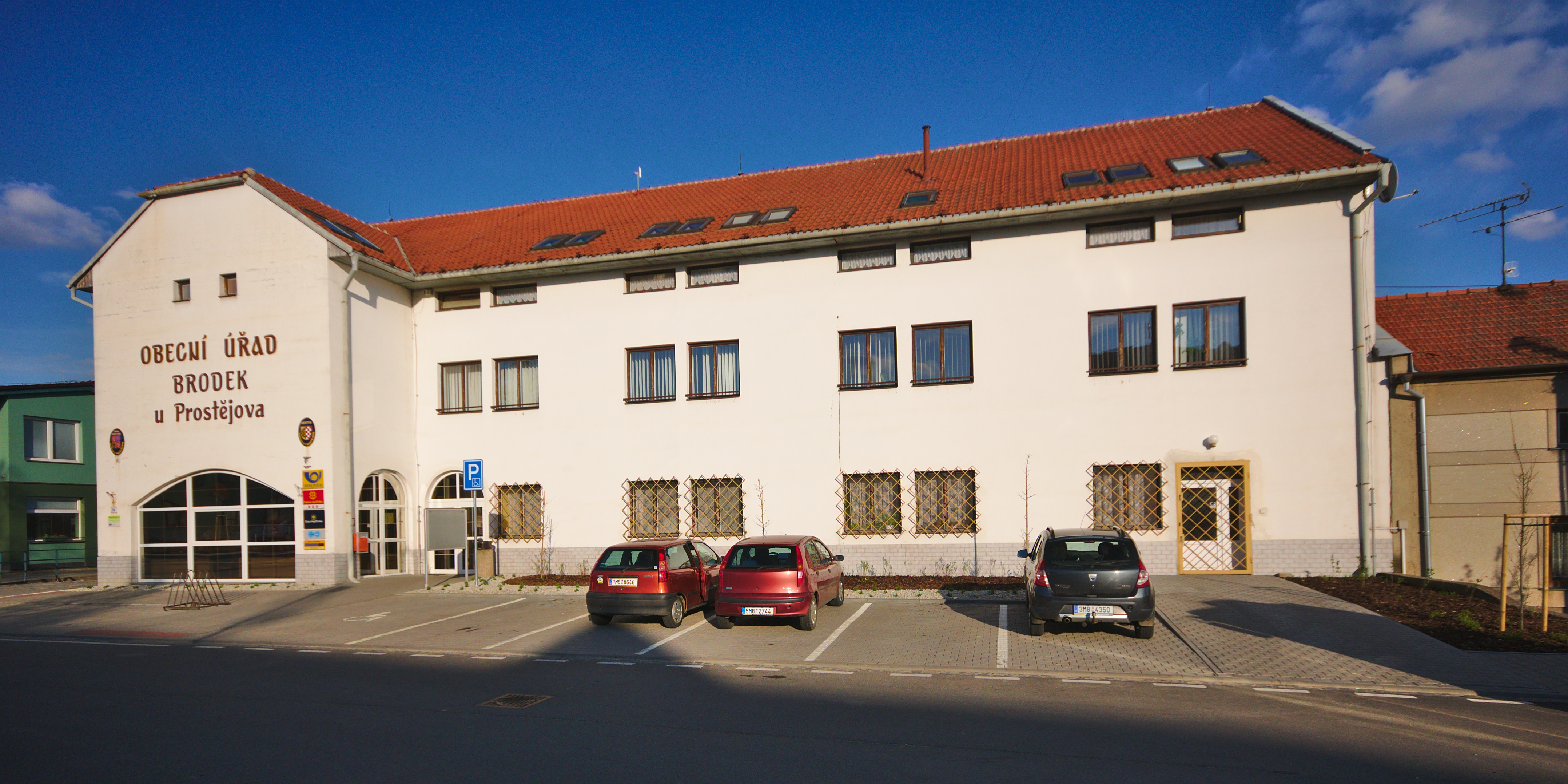
Obecní úřad
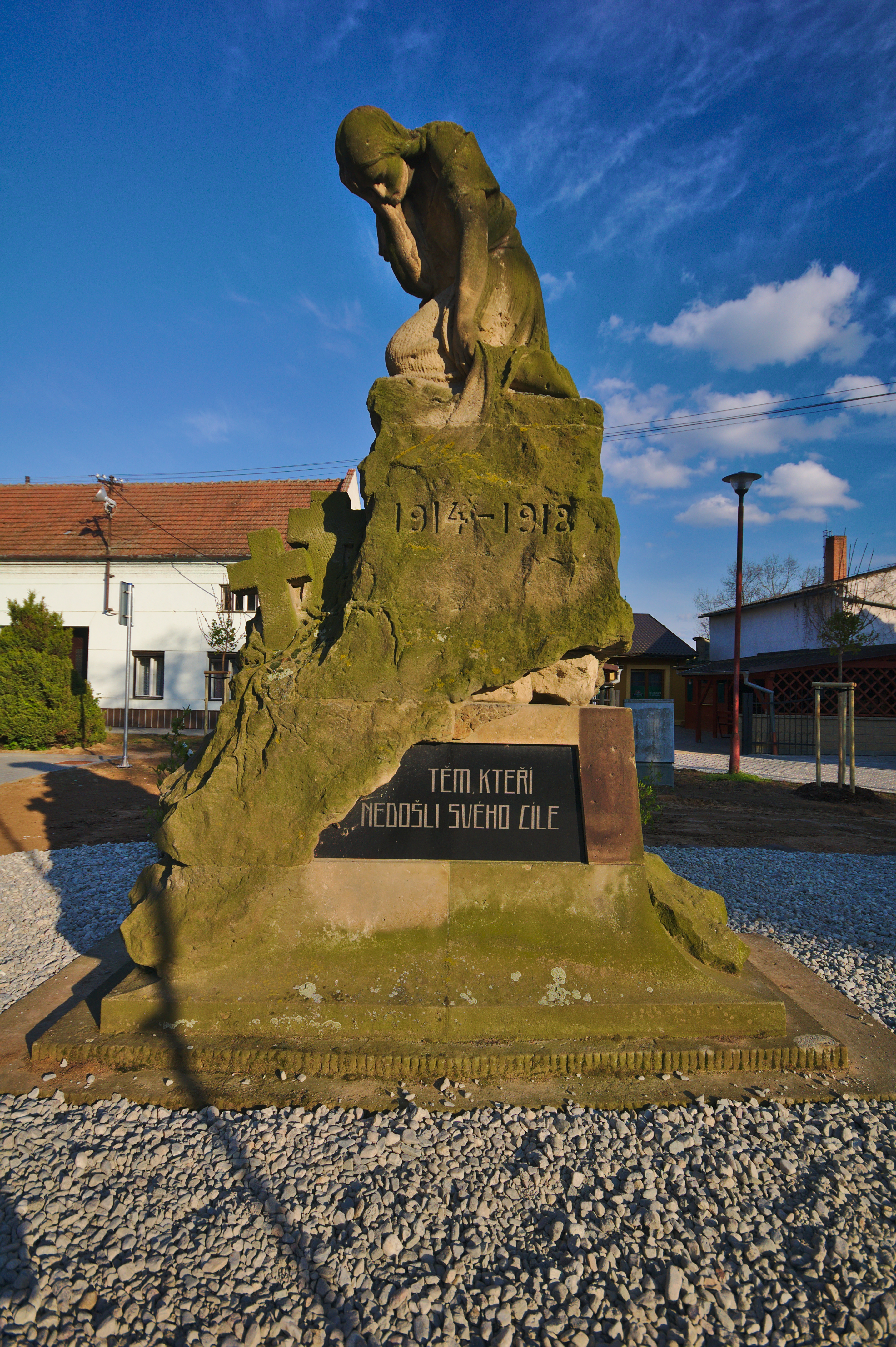
Památník obětem první světové války
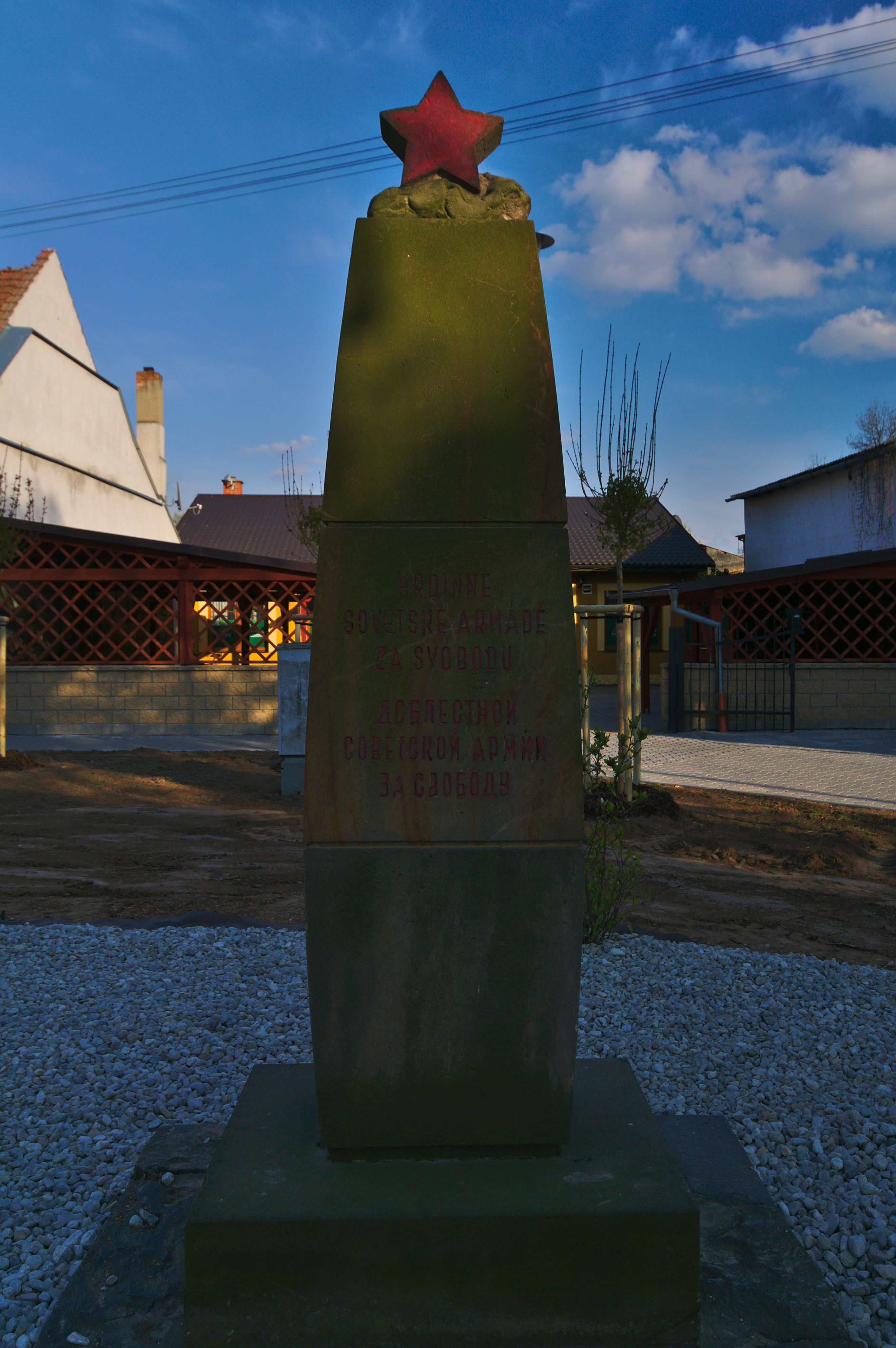
Památník Rudé armádě
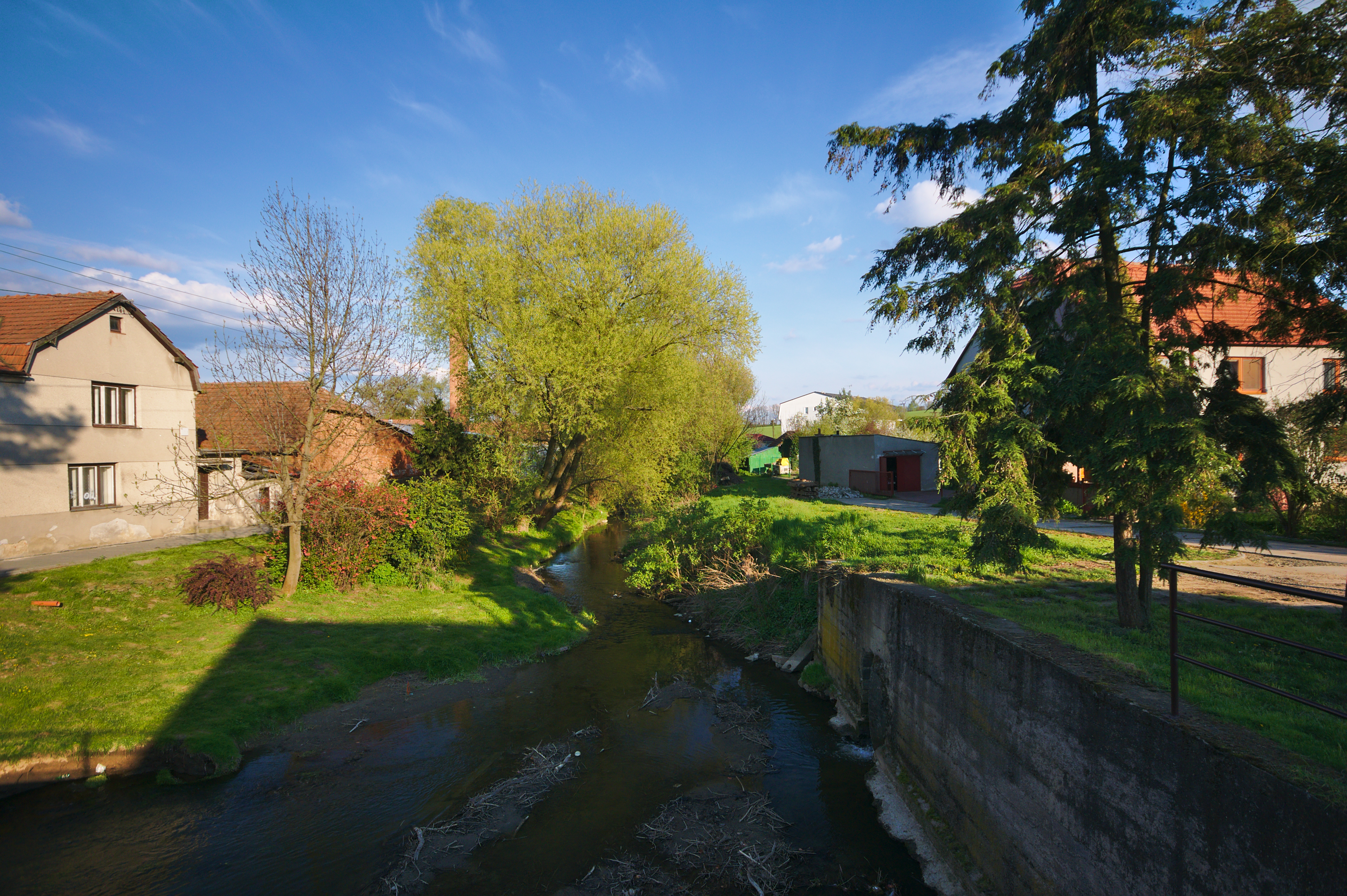
Brodečka v Brodku
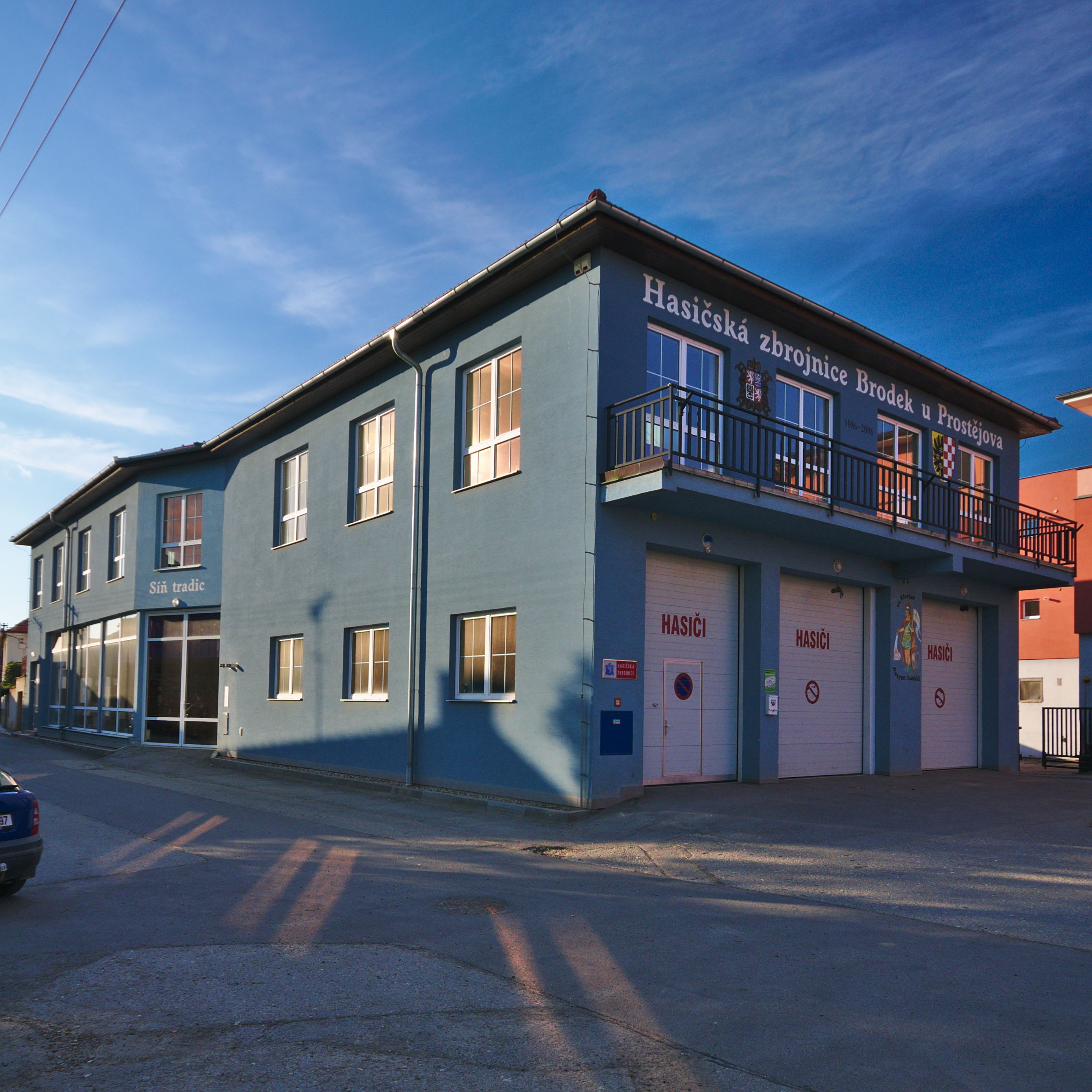
Hasičská zbrojnice